# Jack’s Mannequin
Jack’s Mannequin war eine US-amerikanische Alternative-Rock-Band aus Orange County (Kalifornien).

## Geschichte
Die Band begann ursprünglich als Soloprojekt des Sängers und Songwriters Andrew McMahon, der ebenfalls der Leadsänger der Band Something Corporate ist. Zusammen mit Mötley Crües Schlagzeuger Tommy Lee und dem Produzenten Jim Wirt wurde 2005 das Debütalbum Everything in Transit aufgenommen.
Die Musik zeichnet sich durch gefühlvolle Balladen mit Klavierbegleitung aus. Ihr bisher größter Hit Swim erreichte in den Billboard Hot 100 Platz 34. Das dazugehörige Album The Glass Passenger erreichte in den Billboard 200-Albumcharts Platz 8, bei den Billboard Alternative Album Charts sogar Rang 1. Das Nachfolgealbum People and Things konnte mit dem neunten Platz bei Billboard 200 und Rang 3 bei den Alternative Albums einen ähnlichen Erfolg nachweisen. Kurze Zeit nach dem Release des Albums ließ Andrew McMahon verkünden, dass er keine Musik mehr unter dem Namen Jack’s Mannequin machen möchte und dass er fortan nur noch unter seinem Eigennamen weiter macht.

## Diskografie

### Alben
- 2005: Everything in Transit
- 2008: The Glass Passenger
- 2011: People and Things

### Livealben
- 2013: Live From The El Rey Theatre

### EPs
- 2005: Kill the Messenger
- 2006: The Free Holiday EP
- 2008: The Ghost Overground
- 2008: In Valleys
- 2008: The Resolution EP
- 2009: Live from SoHo EP
- 2009: The Dear Jack EP

### Singles
- 2005: The Mixed Tape
- 2005: Dark Blue (US: Gold)
- 2005: The Lights and Buzz
- 2006: La La Lie
- 2008: The Resolution
- 2009: Swim
- 2009: Dear Jack
- 2011: My Racing Thoughts
- 2011: Release Me

### Videoalben
- 2009: Jack’s Mannequin: Dear Jack

## Dear Jack Foundation
Kurz vor Beendung der ersten US-Tournee als Headliner im Jahre 2005 wurde bei Andrew McMahon akute lymphatische Leukämie diagnostiziert, die er dank seiner Schwester durch eine Stammzelltransplantation besiegen konnte. Er entschloss sich eine Stiftung mit dem Namen „Dear Jack Foundation“ zu gründen, um besonders jungen Menschen, die eine Krebsdiagnose erhalten haben, beim Kampf gegen den Blutkrebs zu unterstützen und deren Lebensqualität zu erhöhen.
Die Arbeit der Stiftung und die positive gesellschaftliche Wirkung wurde im Jahr 2008 mit dem „Good Woodie“ der mtvU Woodie Awards honoriert, wodurch die Dear Jack Foundation einen zusätzlichen Bekanntheitsgrad erlangte.

## Sonstiges
- Der Bandname Jack’s Mannequin ist eine Mischung aus dem Titel Dear Jack, den Andrew McMahon schrieb und dem Bandnamen, den er ursprünglich für die Band vorgesehen hatte, die Black Mannequins. Auf diese Idee kam er, als er eines Tages durch die Stadt ging und bemerkte, dass es nur sehr wenige schwarze Schaufensterpuppen (auf Englisch Mannequins) gab. Um keine Rassen- und Rassismusfragen aufkommen zu lassen, entschied er sich allerdings gegen den Namen und kombinierte seine Idee mit dem Songnamen, da sich Jack auf Black reimte.[9]

- Dear Jack war der erste Song, den Andrew außerhalb von Something Corporate schrieb. Der Song ist benannt nach dem Bruder eines Freundes von ihm, den er in der Kindheit hatte. Jack hatte, genau wie Andrew selbst, ebenfalls Leukämie.[10]

- Die DVD Dear Jack aus dem Jahre 2009 ist eine autobiografische Videoaufzeichnung des Sängers Andrew während der Aufnahme des Debütalbums sowie seiner schwersten Zeit mit der Krebsdiagnose und dem Leben danach.[11]

- Die Band fun. spielte 2010 als „Supporting Act“ von Jack’s Mannequin. Sie selbst spielte bereits im Vorprogramm von The Cure und sammelte Spendengelder für ihre Stiftung Dear Jack Foundation.[12]

- Für Windows Phones existiert seit 2013 eine Jack’s-Mannequin-Fan-App.[13]